# Acentroscelus secundus
Acentroscelus secundus är en spindelart som beskrevs av Cândido Firmino de Mello-Leitão 1929. 
Acentroscelus secundus ingår i släktet Acentroscelus och familjen krabbspindlar. Inga underarter finns listade i Catalogue of Life.